# Casa Grande e Capela da Antiga Fazenda São Roque
A Casa Grande e Capela da Antiga Fazenda São Roque, em Maragogipe, no estado da Bahia, é um conjunto arquitetônico construído no final do século XVIII e tombado pelo Instituto do Patrimônio Histórico e Artístico Nacional (IPHAN) em 1942, através do processo de número 316.

## História
As construções do antigo Engenho da Barra de São Roque situam-se próximos à margem direita do Rio Paraguassú. O Engenho existe pelo menos desde o século XVII, sendo propriedade de Cristovan Cavalcanti e Alburqueque. Porém a construção provavelmente data do fim do século XVIII. Foi tombado pelo IPHAN em 1942, recebendo tombo histórico (Inscrição 192/1943) e Tombo de Belas Artes (Inscrição 254-A/1943).
Compõe o conjunto de Engenhos do Recôncavo Baiano, importantes para o conhecimento da chamada arquitetura do açúcar na Bahia.

## Arquitetura
A Casa Grande possui planta retangular, com varandas em três lados, uma inovação da arquitetura portuguesa nos trópicos. A casa é composta por um corredor longitudinal, com salas voltadas para o avarandado, quartos e alcovas ao centro e serviços e jantar nos fundos. As varandas são sustentadas por colunas com plinto e capitel toscano quadrados e fuste octogonal, que se apoiam sobre mureta de alvenaria.
A capela foi provavelmente construída ainda no século XVII e reformada no século XIX. A planta inicial em forma de T foi ampliada por corredores laterais e tribunas.